# Oryzomys peninsulae
Oryzomys peninsulae is een zoogdier uit de familie van de Cricetidae. De wetenschappelijke naam van de soort werd voor het eerst geldig gepubliceerd door Thomas in 1897. De soort is mogelijk uitgestorven.